# Nick Kyrgios
Nicholas Hilmy Kyrgios (n. 27 aprilie 1995, Canberra, Australian Capital Territory, Australia) este un jucător profesionist de tenis din Australia. Cea mai bună clasare a carierei la simplu este locul 13 mondial, la 24 octombrie 2016. A câștigat șapte titluri la simplu în ATP Tour, inclusiv Washington Open din 2019 și 2022, și a ajuns la unsprezece finale, în special o finală majoră la Campionatele de la Wimbledon din 2022 și o finală Masters 1000 la Cincinnati Masters 2017.
La dublu, cea mai bună clasare a carierei este locul 22 mondial, la 8 august 2022, câștigând un titlu major la dublu la Australian Open 2022 și ajungând în semifinalele de la Miami Open, ambele în parteneriat cu Thanasi Kokkinakis. În cariera sa de juniori, Kyrgios a câștigat proba de simplu la Australian Open 2013 și probele de dublu la French Open 2012, Wimbledon 2012 și Campionatele de la Wimbledon 2013.  În cariera sa profesionistă, el a ajuns la o finală majoră de simplu la Campionatele de la Wimbledon din 2022 și la două sferturi de finală majore (la Wimbledon 2014, învingîndu-l pe numărul 1 mondial de atunci, Rafael Nadal, și la Australian Open 2015). Kyrgios este doar al treilea jucător, după Dominik Hrbatý și Lleyton Hewitt, care i-a învins pe fiecare dintre Big Three (Novak Djokovic, Roger Federer și Rafael Nadal) prima dată când a jucat împotriva lor.
Kyrgios este un jucător controversat, mass-media și foști jucători de tenis, inclusiv John McEnroe, acuzându-l de înjurături, spargerea rachetei, precum și insulte și altercații verbale cu mulțimea, cu arbitrii, cu adversarii și cu susținătorii săi. Potrivit revistei Tennishead, el a primit mai multe amenzi pentru comportamentul său temperamental pe teren decât oricare alt jucător din istoria ATP.

## Viața personală
Tatăl său are origini grecești, iar mama sa s-a născut în Malaezia ca membru al familiei regale Selangor, dar a renunțat la titlul de prințesă când s-a mutat în Australia la vârsta de douăzeci de ani.
Kyrgios a jucat baschet la începutul adolescenței, înainte de a decide să se concentreze exclusiv pe tenis când avea 14 ani.
Kyrgios este un fan avid al celor de la Boston Celtics în NBA  și un susținător de-o viață al lui Tottenham Hotspur în Premier League a fotbalului englez. Kyrgios sprijină, de asemenea, clubul de fotbal North Melbourne din Australian Football League.

## Legături externe
- Site oficial Arhivat în 9 mai 2013, la Wayback Machine.
- en Nick Kyrgios la Association of Tennis Professionals